# 波蘭國旗
波兰国旗（下文皆簡稱為「国旗」，除非特别指明）由上白下红两条同宽的水平色条构成。波兰宪法将这红白两色规定为国家代表色。在白条中央嵌了国徽的国旗变体在法律上保留给官方于国外或海上使用。波兰人使用与变体旗类似、带燕尾旗的衍生版被作为海军旗。
波兰官方在1831年采用白色和红色为国家代表色。这两种颜色有着纹章学的血统并延伸自波兰立陶宛联邦两个政体国徽上的颜色（即波兰红底白鹰和立陶宛红底白马白骑士上的红和白）。在1831年之前，波兰士兵配戴各种颜色的帽徽。国旗在1919年被正式采用。自2004年起，每年5月2日定为波兰的国旗日。
国旗每天都要悬挂于议会和总统府之类的最高国家机构。很多波兰人和其他机构会在国定假日与其他具有重大意义的日子悬挂国旗。现行波兰法律规定只要不对国旗不敬，国旗的使用不会受到限制。
由于红白双色横条身为相当普遍的一种设计，许多旗帜与之类似但与它毫无关系，最著名的是捷克的波希米亚旗；有两种国旗——印度尼西亚国旗和摩纳哥国旗都将红条放在白条上面。在波兰，很多旗帜是根据国旗设计的，用色也以国家代表色为主。

## 历史

### 王室旗帜

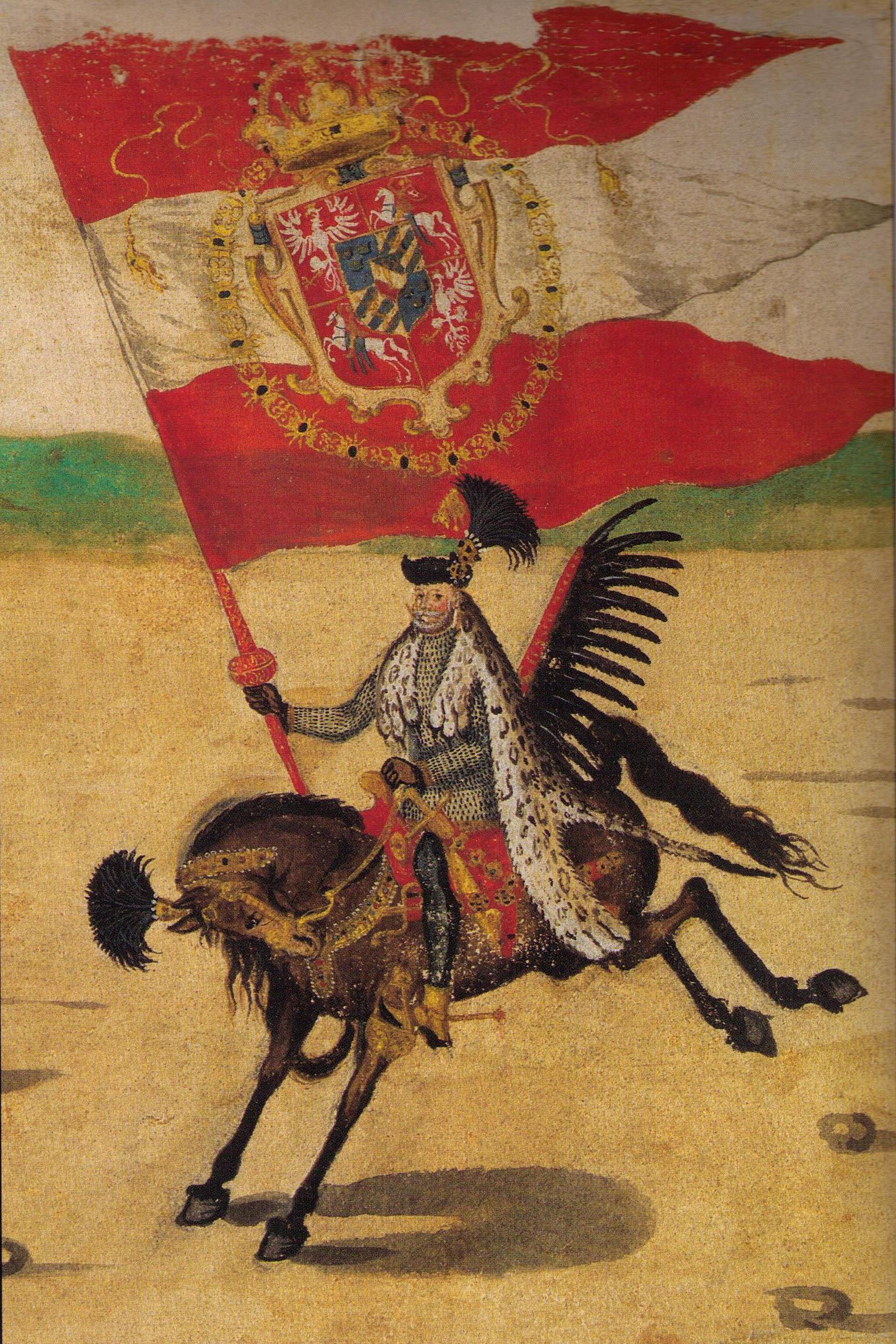
波兰王冠领地大旗手斯坦尼斯瓦夫·索别斯基举着由红色和白色条纹，即波蘭立陶宛聯邦國旗。上面嵌有由波兰、立陶宛。瑞典和瓦萨王室徽章构成的纹章组成的旗帜——国王齐格蒙特三世·瓦萨的双燕尾王旗。（绘于大约1605年）

在波兰最早使用的军旗（vexilloids，指像旗但旗顶上還有外加如動物塑像整體加起來的东西）被称为stanice，大致与罗马军旗（vexillum）相似，它的形态大致如此，在木杆或矛上钉上横木，再在横木上垂直悬挂构成旗子的布。这种军旗在西元10世纪前既是宗教象征，又是军事象征。随着波兰在966年昄依基督教，人们大概是通过将stanice上的异教符号置换为基督教符号，来使其基督教化。王室军旗的来历可追溯到国王波列斯瓦夫二世在位期间（1076年－1079年），不过一直要到国王瓦迪斯瓦夫一世在位时（1320年－1333年），红底上缀着象征波兰武力的白鹰所构成的旗帜才最终确立为波兰王旗，该旗被当作君权的象征，用在加冕，或作战的时候。
到了波兰立陶宛联邦（1569年－1795年）时期，联邦人民也开始使用一面结合了波兰和立陶宛大公国纹章元素的联邦国旗。联邦国旗起初是白色旗底上，附有融合波兰的（白鹰），和立陶宛的（白骑士）纹章图案的波兰立陶宛联邦纹章的旗帜。因为波兰和立陶宛盾徽都有白色的纹章图案和红底，故这两种颜色也被用于整面国旗。在17世纪，国旗通常是由两条、三条或四条水平红白条纹构成的双（或多）燕尾旗。

## 国家帽徽

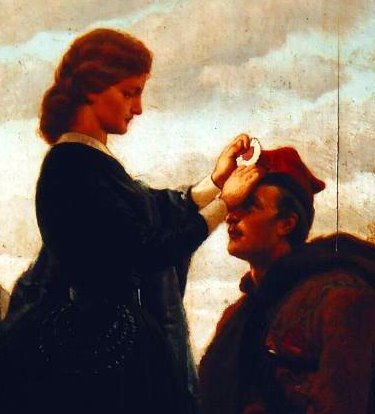
在一月起义（1863年－1864年）期间，一位女士将一枚红白帽徽扎在一位波兰起义者的方形四角军帽上

在18世纪到19世纪时，欧洲国家习惯把帽徽或者彩带结别在帽上，以彰显其军队的国籍。在波兰，人们在1831年前对帽徽该用哪些颜色并未达成共识。当时波兰士兵配戴“白色”、“白加红”、“蓝加红”或“蓝白红”的帽徽。
在波兰国王与萨克森选帝侯奥古斯特二世（1697年－1733年）在位期间，别帽徽的习俗自萨克森传入波兰。在当时，波兰军队所戴的帽徽，与萨克森的类似。有着白色丝带，中间打个结的样式。这种帽徽在后来采用仿照法国设计，向中间缩成褶皱的白色帽徽代替。在斯坦尼斯瓦夫·奥古斯特的在位期间（约1764年－1795年），“白加红”与纯白帽徽一并在军中使用。在1791年，军事委员会引进了一种金属十字章，以作为除帽徽以外的一种更为耐用的选择。但是很多士兵继续沿用传统，要麼将十字章别在帽徽上，要麼就根本不戴十字章。当时波兰军事领袖和国家英雄如塔得乌什·科希丘什科将军和亲王约泽夫·波尼亚托夫斯基等在其帽上别上纯白色“国家”帽徽。
巴尔联盟（1768年－1772年）里爱国且笃信天主教的成员采纳了绯红——波兰贵族的象征——与蓝——象征圣母玛利亚——作为其代表色。这两色与“白加红”在1788年至1792年的大瑟姆中尊为国家代表色。白加红在1792年5月3日于华沙举办的五三宪法一周年庆中首次为公众公开使用，作为国家代表色。在此同时，左翼人士佩戴法国大革命中“蓝加红”的帽徽。在1797年在意大利半岛法国控制下共和组织的波蘭軍團要麼使用他们服役期间在意大利半岛的个别共和国所佩戴的国家帽徽，要麼使用法国的三色帽徽。而法国三色帽徽中的红蓝两色，位顾及传统，分别被尊为为波兰传统颜色的绯红色和海军蓝代替。在1812年俄法战争中试图使波兰立陶宛联邦复国的波兰王国总联盟采用“红加蓝”的帽徽，象征波兰（红色）和立陶宛（蓝色）的统一。法国控制的华沙公国（1807年－1815年）和俄国控制的波兰会议王国（1815年－1831年）使用白色帽徽，于1830年11月29日发动反抗俄国统治的十一月革命的军校生也佩戴这种帽徽。
在起义中，瑟姆意识到需要统一波兰军队使用的徽章。在1831年2月7日，瑟姆采用了波兰与立陶宛联邦国徽中的颜色——白色和红色成为波兰国徽。自此，十一月起义的波兰士兵、1846年的克拉科夫起义中的参与者、1848年革命中在波森大公国和奥地利帝国中的波兰自由战士、以及1863年至1864年的一月起义中的波兰起义军皆佩戴了“白加红”的帽徽。白加红也被平民当作其反抗俄罗斯统治的象征。除波兰人以外，法国、英国、德国、比利时和其他国家的人也使用白色和红色，以示对波兰人的支持。但是在当时瑟姆的决议并没有立即得到所有人的承认。当时的左翼政治家如约阿希姆·莱莱韦尔继续把革命的蓝白红三色尊为真正的国家代表色。在一月起义期间，某些波兰游击部队仍使用红白蓝三色旗。

### 20世纪

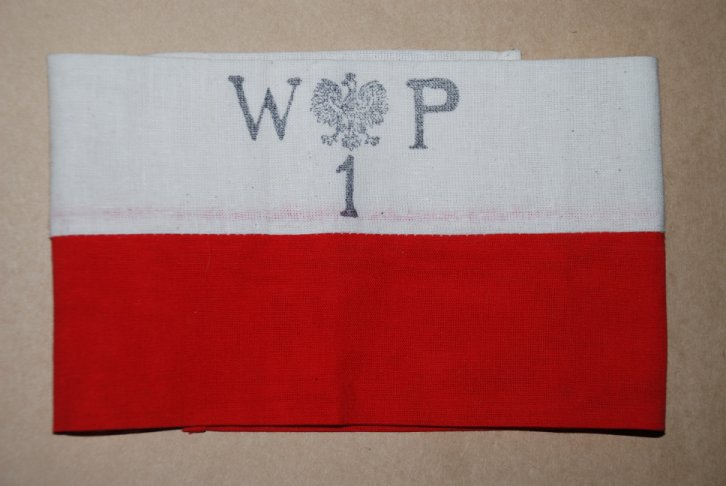
在1944年华沙起义时一位波兰起义者佩戴的红白臂章。WP是Wojsko Polskie的缩写，意思是波兰军队

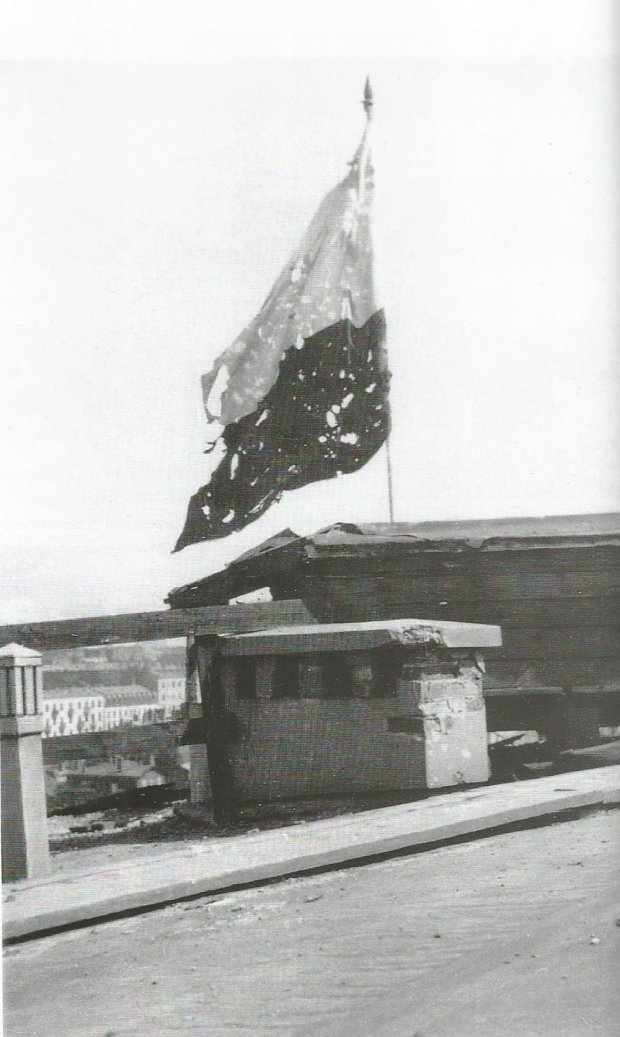
1944年华沙起义最后几天中被磨破的波兰国旗

白红旗在1916年5月3日第一次被飘扬于华沙一次爱国游行示威当中。组织委员会向参与者提出，红条和白条的正确排列是白条放在红条上。但是很多游行示威者依然带来红条在上的“国旗”。在波兰于1919年8月1日，1918年11月恢复独立的几乎一年之后，瑟姆正式提议将白红双色旗作为波兰国旗。为了避免与海港引航员和拖船在国际间使用的红白信号旗相混淆，瑟姆在这一议案上又提议把在双色旗的白条上放国徽的旗帜（即带国徽的国旗）作为民船旗，也供波兰外交官和在国外的领事使用。
除了调整国家代表色色度的法定规格外，波兰国旗的基本设计，以及其5:8的比例到现在都没有改动。带国徽的国旗也仅仅是因为上面的国徽发生改变，而连带需要有改动。国徽重大改动包括，在1927年将新古典主义风格的鹰改为巴洛克风格的鹰，在1944年至1990年共产党统治时期删掉白鹰上面的王冠。
在20世纪，波兰起义军佩戴和几个世纪前的花结作用相当的红白臂章。大波兰起义（1918年－1919年）和西里西亚起义（1919年－1921年）的自由战士、第二次世界大战（1939年－1945年）时的波兰家乡军（AK）与农民军（BCh）士兵都佩戴这样的臂章，并在上面写上他们编队的缩写。
在二战中，波兰士兵在几个他们取得胜利的地方升波兰国旗。在1944年5月18日盟军于卡西诺山战役战胜德国后，第十二波多利亚枪骑兵团（属于波兰第三喀尔巴阡山步兵师）的一支巡逻队在意大利卡西诺山修道院遗址升起波兰国旗。在1944年8月1日，华沙起义第一天时，白红旗在当时的华沙第一高楼保诚保险大楼上飘扬。在苏联红军和波兰人民军于1945年1月17日解放华沙时，波兰国旗在贝尔韦德尔宫和火车总站的废墟上升起。在1945年攻占柏林过后，第三师第一轻型火炮团第七炮兵连在胜利纪念柱竖起波兰国旗。
在共产党统治时期，波兰国旗也被反政府游行示威者使用。在1956年于波兹南和在1970年于格但斯克发生的血腥暴动中，抗议者带来了在白条上面被染上血的国旗。

### 红色色度
| 红色色度的对比 | 红色色度的对比 |
| -------------- | -------------- |
|                | 绯红色         |
|                | 洋紅色         |
|                | 朱红色         |
|                | 现行法定标准   |
|                | HTML红色       |

直到1927年，国家颜色的准确色度才在法律上被指定。事实上，国旗事实上的颜色，特别是红色主要取决于什么红染料可用。在被瓜分前的波兰，绯红色因其价格昂贵，而与富有和特权搭上了关系。它可以从依靠家庭式管理收获的波兰胭脂虫中提取出来，虽然也可以选择进口地中海流域的胭脂雌虫（因此karmazyn在波兰文中是色彩的意思）和在地理大发现后从墨西哥进口的胭脂虫。绯红色是贵族特享的颜色，并被看做是贵族的象征，所以karmazyn是权贵的同义词。禁穿绯红色衣服是一种处罚；在14世纪，大波兰的纳文奇家族因为祖上曾在1296年串通谋杀国王普熱梅斯瓦夫二世而禁穿绯红色衣服。在十九世纪的前半期，因为法国时装的影响，绯红色被更便宜的洋紅色代替了。
1831年的国家花结法没有确定红色的色度，因此遭致约阿希姆·莱莱韦尔的批评， 而1919年的国徽与国家代表色法也没有确定红色的色度。在1921年，国防部发行了上面带有使用绯红色的波兰国旗和其他国家象征的小册子。
但是这本小册子并非官方法律文献，仅仅是为了提供国旗和其他国家象征的大概信息。红色的色度在1927年12月13日于一份总统令才第一次得到法律上的指定，将法定红色定为朱红色。这个规格得到了1955年12月7日的一道法令的支持。应比色法专家尼克德姆·索布恰克的提议，1980年1月31日的国徽法对法定红色的文字说明改为了CIE1931色彩空间的三色坐标，让最终的法定红色再次与绯红相近。

## 设计

波兰国旗的横放和竖放

### 法律来源
波兰国旗和国家代表色有以下两部法律来说明：1997年的波兰宪法、以及1980年的国徽、国家代表色、国歌与国家印章法（波蘭語：Ustawa o godle, barwach i hymnie Rzeczypospolitej Polskiej oraz o pieczęciach państwowych）及其随后的修正案（随后被称为“国徽法”）。
关于国家象征的法律远没有达到完美的程度。国徽法被多次修改，并广泛地参考各种行政条例，但是有些行政条例尚未颁布。此外，国徽法还包括令法律难以理解的错误、遗漏和矛盾之处，令其出现各种各样的解释，在现实中也经常不被遵守。

### 国家代表色
| 颜色             | 颜色 | x     | y     | Y    | ΔE  |
| ---------------- | ---- | ----- | ----- | ---- | --- |
|                  | 白色 | 0.315 | 0.320 | 82.0 | 4.0 |
|                  | 红色 | 0.570 | 0.305 | 16.0 | 8.0 |
| C光，量度几何d/0 |      |       |       |      |     |

根据宪法第1章第28条第2段，波兰代表色为白色和红色。国徽法第4条进一步指出国家代表色为上白下红的双色水平色条。如果将国家代表色竖放，白条应该在观察者的左边。国徽法附录第二章显示如何横放竖放国家代表色，而且两种颜色的色度编码为CIE1931色彩空间坐标，容许色差（ΔE）在CIE1978色彩空间指定。

### 国旗变体
宪法并没有指定哪面旗帜是国旗，国旗是由国徽法指定的，国徽法指定了两种国旗：波兰共和国国旗（波蘭語：flaga państwowa Rzeczypospolitej Polskiej）和带国徽的波兰共和国国旗（波蘭語：flaga państwowa z godłem Rzeczypospolitej Polskiej）。两种国旗在国徽法在下述的第6条得到指定：

一份非官方，基于波兰法律详细说明的国旗格式图

1. 波兰共和国国旗是一面印有波兰代表色，悬挂于旗杆的长方形布料。
2. 波兰共和国国旗也可以是根据第一段所印出的国旗，在白条上嵌有波兰共和国国徽的旗帜。

上述两面旗帜的比例为5:8。后者国徽与国旗的比率是2:5。上述两种国旗可以在国徽法附录第3章找到。

## 使用

### 尊重国旗
波兰宪法将国旗看做是一种国家象征，对国旗“崇敬与尊重”是每位波兰人与所有国家机关、团体与机构的“权利与义务”。 公民对国旗的不尊重、破坏或故意移走国旗会遭到罚金、劳役拘禁或最多一年的监禁的处罚。官方统计，因侮辱国家象征而构成犯罪的案件数目很少：2003年有43起，2004年有96起，这些年波兰因侮辱国家象征构成犯罪的案件少于总案件的0.001%。另一方面，违反关于波兰国旗规定，且处罚无明文规定的行为是违法行为，会受到罚金或监禁最多一个月的处罚。

### 悬挂国旗的权利和义务

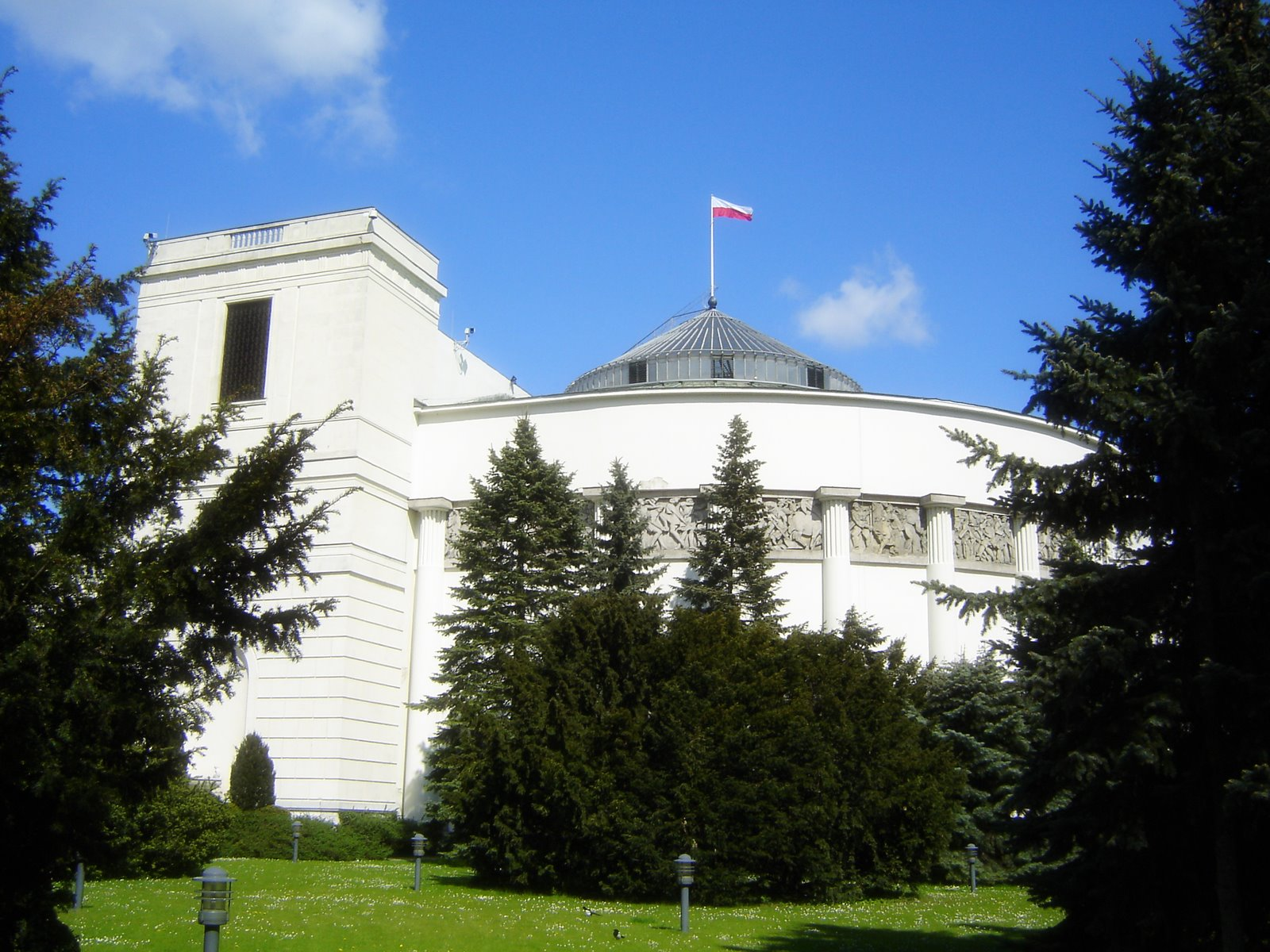
飘扬在瑟姆上的波兰国旗

根据国徽法，只要尊重国旗，所有人都能使用波兰国旗，尤其在全国庆典或文化活动时。直到2004年，波兰公民只能在节假日时才被允许悬挂国旗。从1955年至1985年，悬挂带国徽的国旗会被处以罚款和拘捕最多一年的处罚。在1985年后，违令使用任何国家象征是违法行为。制定如此严酷的法令，可能是因为5月1日国际劳动节的官方节日被战前（和现在）的波兰节日五三宪法日隔断。如果允许在5月1日悬挂国旗，那么要在翌日之前就必须降下国旗。:176
这种在共产主义时期对国家象征的限制和国家垄断使悬挂波兰国旗成为了反政府的象征。以前工人们罢工时在工厂上升起波兰国旗成为了惯例——现在也依然是。这也是波兰国旗成为爱国与抵抗共产主义统治的象征，成为团结工会标志的一部分的原因。

#### 不带国徽的国旗
根据法律，必须在该机构大楼上或大楼前悬挂不带国徽的国旗的机构是：
- 瑟姆（下议院）；
- 波兰上议院；
- 总统府；
- 内阁大楼与总理府；
- 地方立法机关——只在开会时悬挂；
- 其他国家或地方政府机构——只在节假日时悬挂。

另外，不带国徽的国旗也被用于内河航运。

#### 带国徽的国旗
虽然悬挂不带国徽的国旗的禁令被取消，但是法律依然限制使用带国徽的国旗。只能在以下情况下悬挂国旗：
- 在大使馆、领事馆和其他代表机构与外交机构的大楼上或大楼前可以悬挂，波兰大使也可以在他们的宅邸和座驾上悬挂带国徽的国旗；
- 在民用机场或直升机场上可以悬挂（作为民用航空旗）；
- 仅在国际航班中，民用飞机可以悬挂；
- 在港口建筑上可以悬挂；
- 作为商（民）用旗。[7]

但在现实中，这种限制经常被忽略，并且这两种旗——带与不带国徽的国旗——可以互换使用。带国徽的国旗变体极常被波兰侨民使用（尤其在美国）。

### 悬挂国旗的日子

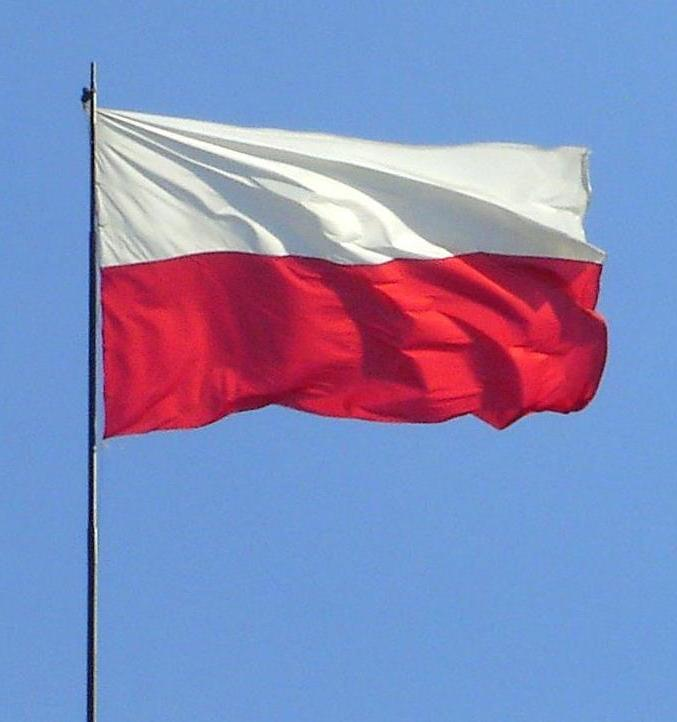
在风中飘扬的波兰国旗

在以下的日子中，国家和地方机关必须悬挂国旗，其他机构和团体与所有公民也被鼓励悬挂国旗：
- 5月1日——节假日（五月节，以前称劳动节）；
- 5月2日——波兰国旗日；
- 5月3日——宪法日；
- 11月11日——独立日。[9]

波兰国旗日（前称波兰共和国国旗日，Dzień Flagi Rzeczypospolitej Polskiej）在2004年5月2日被第一次庆祝。庆祝这个节日是为了让波兰人民知道历史和国家象征的重要意义。这个节日被与同在5月2日，由波兰侨民与波兰上议院庆祝的侨民日共同庆祝。这也有一个历史原因：在共党统治时期，在5月1日劳动节升起的国旗在5月3日，即被当局废除的波兰宪法日之前的5月2日必须降下。
自1990年起宪法日再被庆祝
和波兰国旗日的庆祝令国旗在5月份的头3天不必落下。不像五月日和宪法日，国旗日没有公众假期， 
虽然在这天休假，与五月日和宪法日构成三天长假事实上也是常事。（参见波兰假日）。
以下日子，机关大楼也会悬挂波兰国旗：

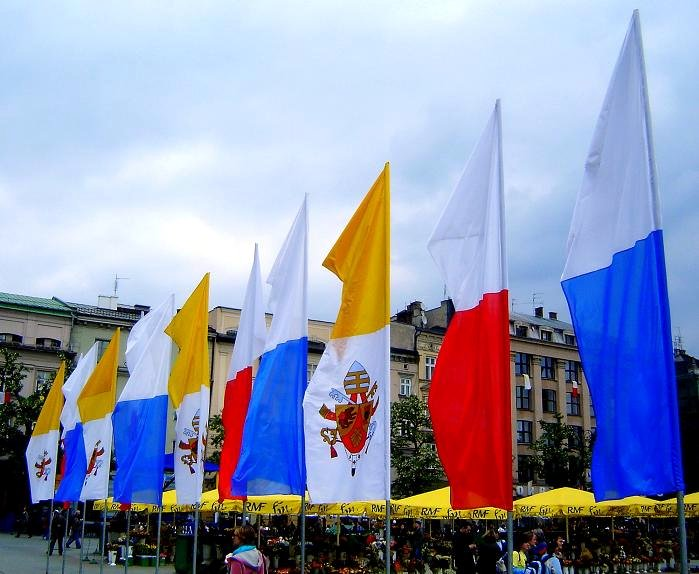
波兰国旗（白红旗）、教皇旗（黄白旗）与玛利亚旗（市旗、白蓝旗）在2006年本笃十六世出访波兰时飘扬于克拉科夫中央集市广场

- 5月5日和5月9日——欧洲日（与欧盟旗帜共同悬挂）；
- 8月15日——波兰军队日（主要悬挂在军队建筑和无名士兵纪念碑上）
- 9月27日——波兰流亡政府日。[9]

如果遇到有波兰运动员参与世界杯之类的重要体育赛事，或有一位极其出名的人物出访（特别是有教皇出访）的时候，都会悬挂国旗。在教皇出访的时候，国旗通常与由黄白两色构成的教旗和由白蓝两色构成的玛利亚旗共同飘扬。在生日或婚礼之类的私人场合，悬挂国旗并不常见。
根据民意调查，大约三分之一的波兰人称他们有波兰国旗，大约四分之一的人会在节假日悬挂波兰国旗。这些爱国的人在波兰西部（尤其是在大波兰地区）比在波兰的其他地方更为常见。

## 国旗礼仪

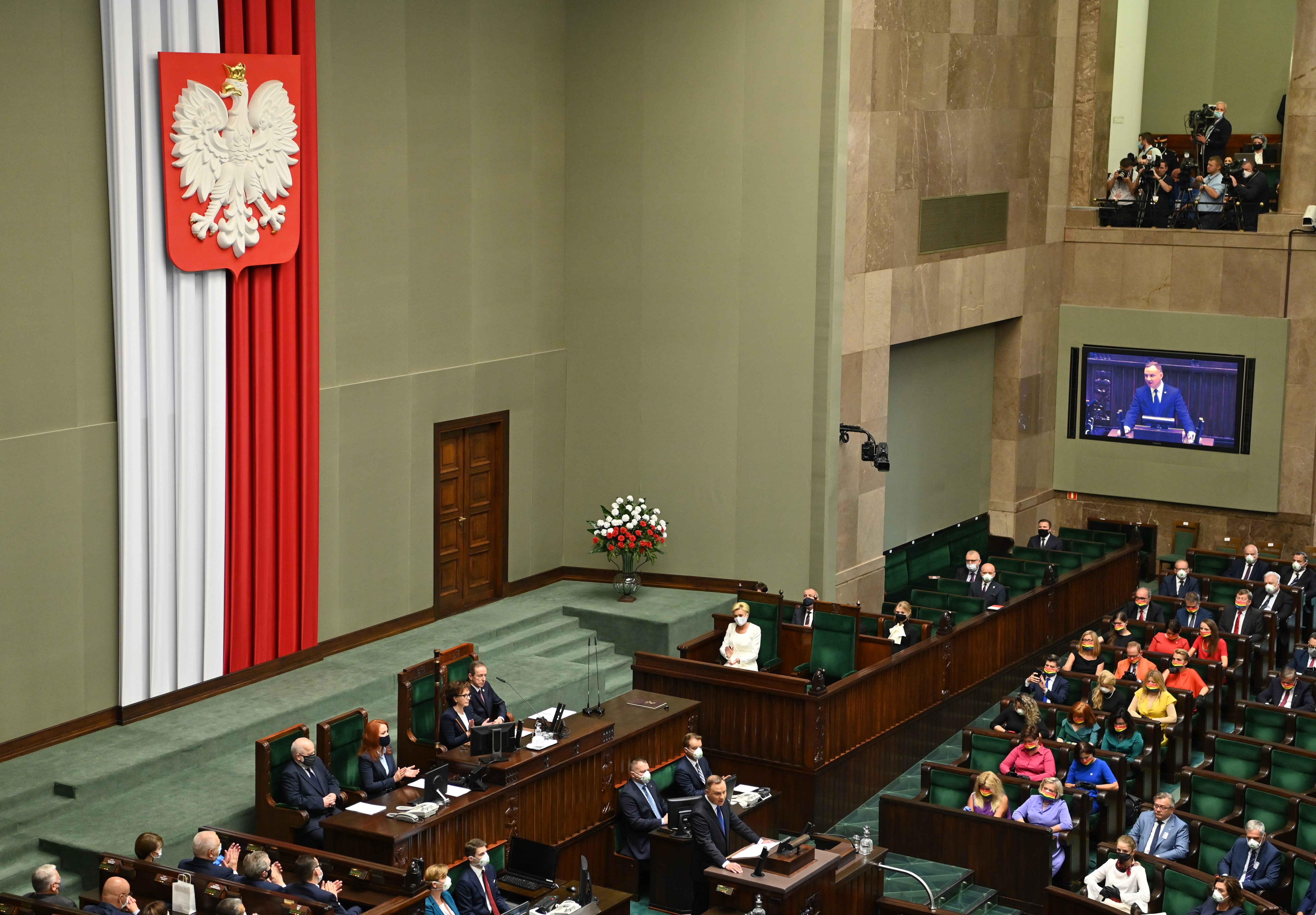
瑟姆内部，这是将波兰国旗竖放的示例

在波兰使用国旗遵循的是习俗，而不是法律和旗帜礼仪。波兰法律除了写明尊重国旗是一种责任外，并没有提出关于正确使用波兰国旗的详细纲要。最高礼法控制裁判所和纹章与旗帜学协会之类的一些团体和公共机构曾提议编写根据习俗、常识和印度和美国等其他国家的国旗礼仪编写的波兰国旗礼仪。但是这些方针指引并没有法律效力。
传统上来说，国旗依然用作告诉世人节日来临的另一种信号。悬挂于公共机构上或前面的国旗显示出该公共机构的官方地位。另一方面，在公共或私人建筑上悬挂多面国旗通常用于庆祝某事，尤其是庆祝节假日。
在波兰纹章中，盾上图案的颜色要比盾底的颜色重要。因此在波兰国家代表色中，白鹰的白色永远放在比波兰国徽的底色——红色更尊贵的位置上。在最常见的说法中，如果将国旗横放，应把白条放在红条的上面。如果将国旗竖放，白条应放在观察着视野中的左边。如果旗子被垂直悬挂在街上，白条应该放在站在门牌号数字较大的地区的人的视野的左边。如果说把波兰国旗放在棺材上，白条应该放在死者的心脏所在的那一边。
升旗应该在上午8点时进行，降旗应该日暮前进行，如果在晚上依然悬挂国旗，那么就应该有东西照亮国旗。在升旗仪式时应该播放国歌《波兰没有灭亡》，国歌响起的时间就是国旗从旗杆底部升至顶部的时间。平民应庄严地站立以示尊重；男士应脱帽。服役并穿军装的士兵应立正；如果他们的军装包括帽子，那么他们应行二指礼。旗卫队应将他们的旗帜降至和国旗一般高的位置上。

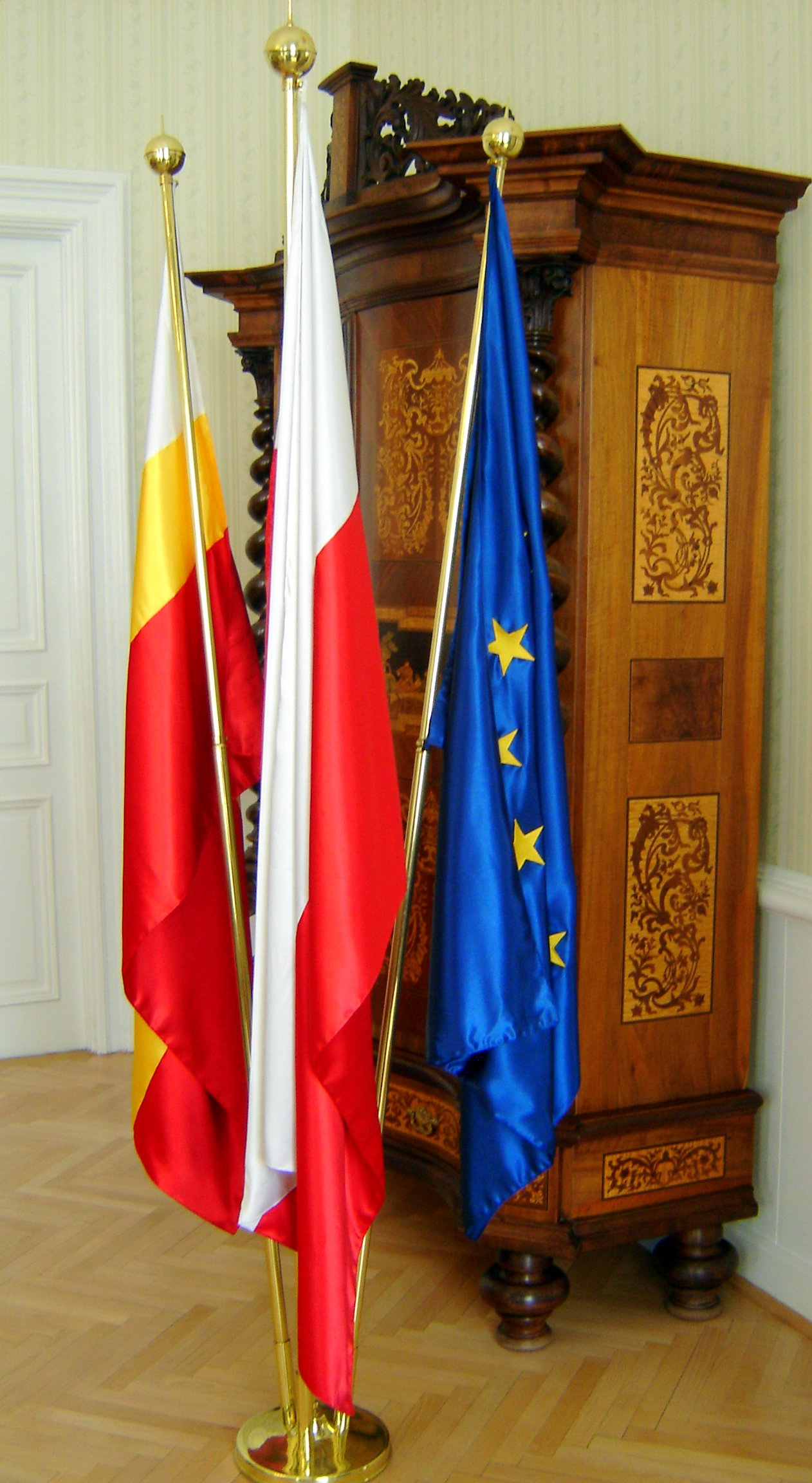
在室内摆放国旗（中间）和其他旗帜的示例：小波兰省省旗（左边）和欧盟旗帜（右边）

根据人们对尊重国旗的公认标准，除非因国家哀悼日，国旗不会因任何人或任何事被降下。人们应该注意如何防止国旗碰到在国旗下面的地面、地板或水坑。人们也应该保护国旗，使其不会被扯破或落到地上，在大雨、暴雪和强风中，也不应将国旗悬挂在室外。悬挂的国旗不能是脏的、被扯破的和退色的。当国旗无法再使用（根据以上的标准）时，它应该被有尊严地处理掉，最好将国旗从中切开，使其分成不同颜色的布料，然后焚毁。
在与其他旗帜共同悬挂时，波兰国旗应该第一个升起，最后一个降下。每一面旗都应该各自悬挂在同高的旗杆上，但是波兰国旗应该永远放在最尊贵的位置上。这意味着如果旗帜总数为偶数，波兰国旗应该悬挂于其他旗帜的右面（从旗帜自身的角度出发）。如果旗帜总数为奇数，波兰国旗应悬挂于中间。如果需要悬挂两面国旗，这两面国旗需放在旗帜行列的头尾两侧。下面是旗帜的优先级别（这里的第一面旗帜最早升起，最晚落下，放置在最尊贵的位置上；这里的最后一面旗帜最晚升起，最早落下，放置在较为平凡的位置上，其他同理）：
- 波兰国旗，
- 别国国旗（按字母顺序），
- 省旗，
- 县旗，
- 公社旗，
- 欧盟旗帜，
- 国内组织旗帜，
- 国际组织旗帜，
- 公务部门旗帜，
- 公司旗帜，
- 其他旗帜。[22]

波兰总统也许会宣布某几天是全国哀悼日。在那个时候波兰国旗会降半旗。如果国旗悬挂于无法降半旗的旗杆（或其他杆）上，会在旗杆上系上黑丝带，或在国旗左面悬挂一面黑旗以示全国哀悼日。

## 歷代國旗
| 國旗 | 國家                                           | 使用           |
| ---- | ---------------------------------------------- | -------------- |
|      | 波蘭第一王國                                   | 1025年－1385年 |
|      | 波蘭第二王國                                   | 1385年－1569年 |
|      | 波蘭王國及立陶宛大公國                         | 1569年－1795年 |
|      | 普魯士王國、奧地利大公國、俄羅斯帝國瓜分波蘭   | 1795年－1807年 |
|      | 華沙公國                                       | 1807年－1813年 |
|      | 波森大公國加利西亞－洛多梅里亞王國波蘭會議王國 | 1813年－1916年 |
|      | 波蘭攝政王國                                   | 1916年－1918年 |
|      | 波蘭第二共和國                                 | 1919年－1928年 |
|      | 波蘭第二共和國                                 | 1928年－1939年 |
|      | 波蘭佔領領土總督府                             | 1939年－1945年 |
|      | 波蘭共和國臨時政府                             | 1944年－1945年 |
|      | 波蘭共和國國民統一臨時政府                     | 1945年－1947年 |
|      | 波蘭共和國                                     | 1947年－1952年 |
|      | 波蘭人民共和國                                 | 1952年－1980年 |
|      | 波蘭人民共和國                                 | 1980年－1989年 |
|      | 波蘭第三共和國                                 | 1989年－至今   |

### 政府旗
- 波兰第二共和国
（1919年—1928年）
- 波兰第二共和国
（1928年—1939年）
- 波兰人民共和国
（1955年—1980年）
- 波兰人民共和国
（1980年—1990年）
- 波兰人民共和国
波兰第三共和国
（1980年—1990年）
- 波兰第三共和国
（1990年至今）

## 有关联与相似的旗帜
| 波兰海军旗 |
| 波兰海军旗 |

| 海军空军基地旗 |
| 海军空军基地旗 |

| 下西里西亚省（2001年–2008年） |
| 下西里西亚省（2001年–2008年） |

| 小波兰省 |
| 小波兰省 |

由普鲁士王国于1815年建立，以波兰人为主的自治行政区波森大公国的国旗为红白二色二条横旗。它的颜色来自于由普鲁士黑鹰盾，并叠加上波兰白鹰盾构成的公国国徽。在德国的反波政策日趋严重，并越来越多人把白色和红色看做波兰代表色后，波森的红白旗被替换为白黑白三色三条横旗。在瓜分时代，波兰其他部分的国旗再无使用波兰国家代表色。
今天，很多在波兰使用的旗帜是基于国旗的设计。这尤其能在波兰法律规定的旗帜和波兰军队与其他武装部队的军旗中显示出来，以海军旗为例——白红双色双条横燕尾旗的白条上嵌入波兰国徽。 一些行政区划的旗帜也与国旗类似。例如说下西里西亚省过去的省旗——白红双色双条横旗上嵌入省徽，或者说小波兰省省旗——在红条与白条当中嵌入宽度为红条（或黄条）一半的黄条。
因为二条横旗是一种较为简单和普遍的设计，且白色和红色是在旗帜上最常用的颜色， 所以在世界上有很多与波兰国旗没有关系，但却与其相似或近乎于相同的旗帜。比如说波兰以南的主要历史地区波希米亚的旗帜与捷克国旗，都是白红双色双条横旗，且都是白在上，红在下。与波兰国旗相同的是，波希米亚旗帜（捷克国旗）也是源于其纹章的设计，波希米亚纹章是由红底，戴王冠嘶吼的狮子构成的，这是红底双尾银狮。自波希米亚成为奥匈帝国一个省开始白红双色双条横旗就被使用，并到1918年第一次世界大战战后还短暂成为了新建立的捷克斯洛伐克國旗。在1920年，为了避免与波兰国旗相混淆，在国旗中插入了一块蓝三角形，并到1993年瓦解之前都是捷克斯洛伐克国旗，并至今是捷克共和国国旗。
以下地区的旗帜可能与包括民用旗的波兰国旗相混淆：斯洛文尼亞的克拉尼；德国的图林根州、黑森邦；奥地利的上奥地利与蒂罗尔州；以及哥伦比亚的亨达。此外，荷兰林堡省城市马斯特里赫特曾在1938年至1994年使用一种与波兰国旗类似的市旗，但为了避免与之相混淆，便弃用了这面旧旗。目前有两个独立国家——印度尼西亚的国旗和摩纳哥的国旗也是红白双色双条横旗，与波兰国旗正好颠倒过来。摩纳哥国旗和印度尼西亚国旗的比例和色度不同（参见印度尼西亚国旗和摩纳哥国旗）。